# Ops (Sohn des Peisenor)
Ops (altgriechisch Ὤψ Ṓps) ist in der griechischen Mythologie der Sohn des Peisenor und Vater der Eurykleia, der treuen Schaffnerin der Penelope.